# Michał Blukis
Michał Blukis (ur. 20 maja 1904 w Wilnie, zm. 4 kwietnia 1972 w Gdańsku) – sierżant rezerwy WP, pracownik cywilny i obrońca Westerplatte we wrześniu 1939. Działacz społeczny oraz sportowy.

## Życiorys
W 1923 ukończył cztery klasy Gimnazjum im. Zygmunta Augusta. Do 1925 pracował w Zakładach Przyrządów Celowniczych dla szkoły „Cel” w Wilnie. Następnie został powołany do wojska, gdzie służył w 2 Batalionie Mostów Kolejowych w Jabłonnie. Ukończył tam szkołę podoficerską. W kwietniu 1926 przeniesiony został do Kompanii Silników Spalinowych w Modlinie, gdzie skończył kurs silników spalinowych. W czerwcu przeniesiony został do WST do plutonu technicznego, w którym początkowo byt magazynierem, a później pracownikiem kancelarii technicznej. Po zwolnieniu do rezerwy z dniem 1 października 1928 został przyjęty w poczet pracowników cywilnych. Pełnił funkcję mechanika. W okresie międzywojennym działał w organizacjach polonijnych na terenie Wolnego Miasta Gdańska, takich jak m.in. Gmina Polska Związek Polaków, Związek Podoficerów Rezerwy oraz GKS Gedania Gdańsk.
Podczas obrony Westerplatte bronił placówki „Elektrownia”. Z dokumentacji PCK wynika, iż został wzięty do niewoli i osadzony w Stalagu I A (nr jeńca 2476). Z powodu choroby w 1942 został zwolniony z niewoli wyjechał do Poznania. Pracował w firmie Siemens-Schuckert jako monter. W kwietniu 1945 wstąpił w szeregi Milicji Obywatelskiej i w składzie pierwszego jej oddziału przybył do Gdańska. Do lipca 1953 był zatrudniony w wydziale konsumów Wojewódzkiej Komendy MO w Gdańsku na stanowisku zastępcy szefa wydziału. 10 sierpnia 1953 powołany przez Prezydium WRN w Gdańsku na stanowisko sekretarza wojewódzkiego Komitetu Kultury Fizycznej. Od czerwca 1955 był zastępcą przewodniczącego Wojewódzkiego Komitetu Kultury Fizycznej w Prezydium w WRN w Gdańsku. W 1959 ze względu na zły stan zdrowia przeszedł na rentę inwalidzką. Był członkiem Polskiej Zjednoczonej Partii Robotniczej. W latach powojennych również działał społecznie.
Pochowany został na Cmentarzu Srebrzysko (rejon IX, kwatera I, rząd 2, grób 18).

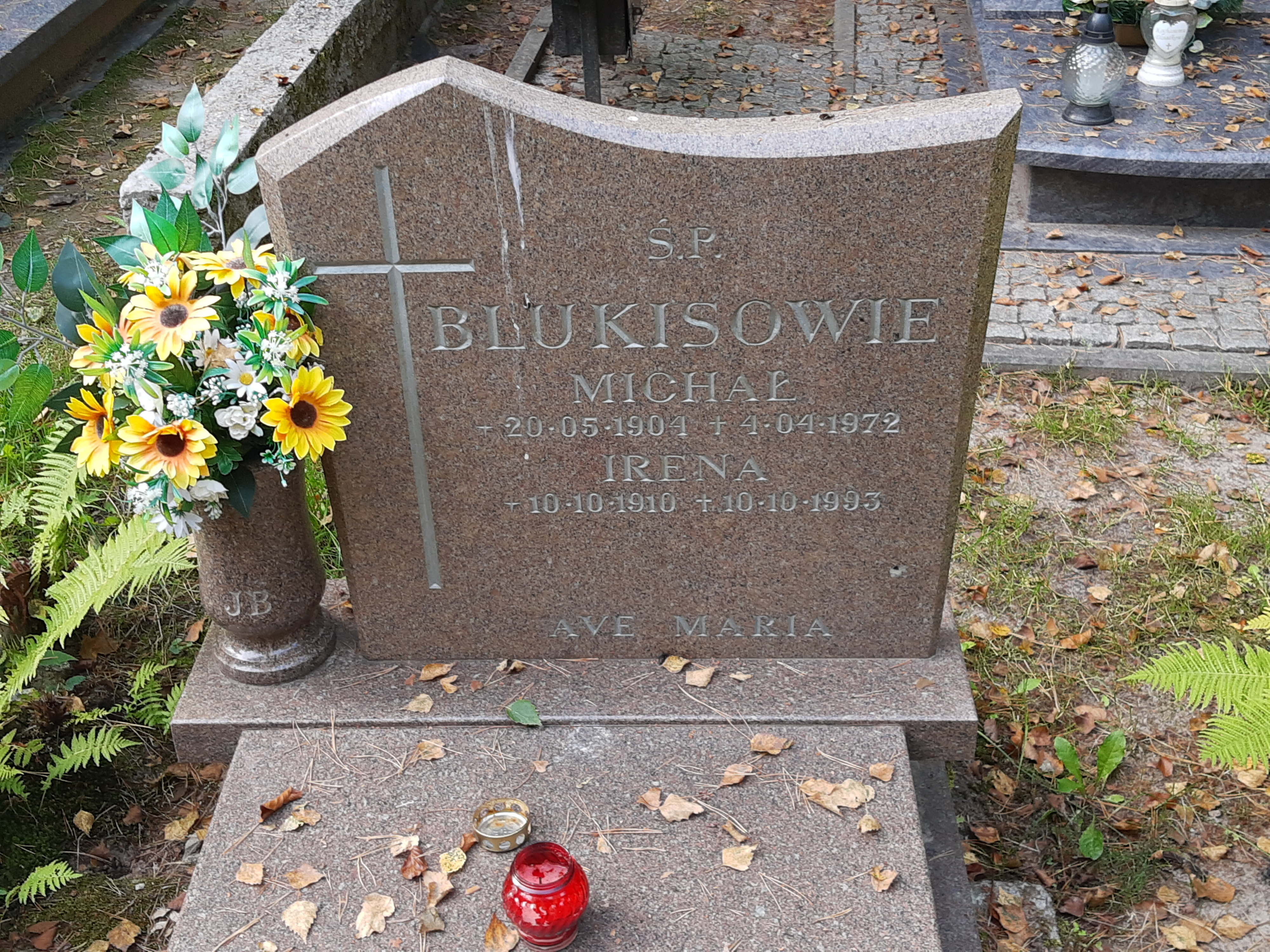
Grób Michała Blukisa na cmentarzu Srebrzysko

## Życie prywatne
Syn Feliksa i Katarzyny z domu Muraszko. Miał dwóch braci, Mikołaja (1895–1945) i Władysława oraz siostrę Marię.
Żonaty z Ireną z domu Tylewską (ur. 1910), z którą miał córkę Barbarę.

## Ordery i odznaczenia
- Brązowy Medal za Długoletnią Służbę (1938)
- Krzyż Srebrny Orderu Virtuti Militari (1945)
- Odznaka Grunwaldzka (1946)
- Medal za Odrę, Nysę i Bałtyk (1947)
- Srebrny Krzyż Zasługi (13 lipca 1954)[12]
- Medal 10-lecia Polski Ludowej (1955)[13]
- Odznaka „Zasłużony dla Miasta Gdańska” (1960)
- Złota Odznaka Polskiego Związku Bokserskiego (1963)
- Odznaka „Zasłużony Działacz Kultury Fizycznej” (1965)
- Medal „Za udział w wojnie obronnej 1939” (pośmiertnie, 1984)[2]